# Équipe cycliste Cannondale-Cyclocrossworld.com
L'équipe cycliste Cannondale-Cyclocrossworld.com est une équipe américaine de cyclo-cross.

## Histoire de l'équipe
L'équipe, fondée en 2005, est l'une des plus victorieuses équipes de cyclo-cross américaine des dernières années avec notamment 22 victoires en 2009.

## Saison 2016

### Effectif

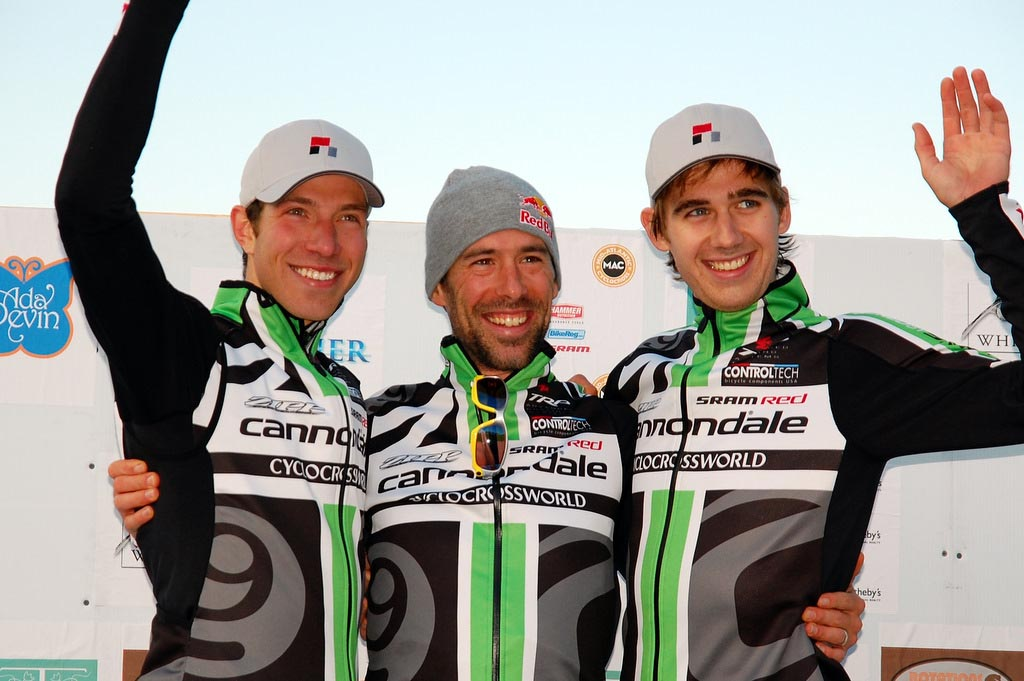
Jeremy Powers, Timothy Johnson et Jamey Driscoll portant le maillot de l'équipe.

| Coureur           | Naissance  | Nationalité |
| Kaitlin Antonneau | 01.01.1992 | États-Unis  |
| Stephen Hyde      | 10.03.1987 | États-Unis  |
| Curtis White      | 28.09.1995 | États-Unis  |
| Emma White        | 23.08.1997 | États-Unis  |

## Victoires

### Saison 2009-2010
| Date       | Course                                                       | Pays       | Classe | Vainqueur       |
| ---------- | ------------------------------------------------------------ | ---------- | ------ | --------------- |
| 23/09/2009 | Cross Vegas, Las Vegas                                       | États-Unis | C1     | Jamey Driscoll  |
| 26/09/2009 | USGP of Cyclocross Planet Bike Cup 1, Sun Prairie            | États-Unis | C1     | Jeremy Powers   |
| 04/10/2009 | Grand Prix of Gloucester 2, Gloucester                       | États-Unis | C2     | Timothy Johnson |
| 09/10/2009 | Darkhorse Cyclo-Stampede International Cyclocross, Covington | États-Unis | C2     | Jeremy Powers   |
| 10/10/2009 | Providence Cyclocross 1, Providence                          | États-Unis | C2     | Timothy Johnson |
| 10/10/2009 | Lionhearts International Cyclocross, Middletown              | États-Unis | C2     | Jeremy Powers   |
| 11/10/2009 | Providence Cyclocross 2, Providence                          | États-Unis | C2     | Timothy Johnson |
| 11/10/2009 | Harbin Park International, Cincinnati                        | États-Unis | C2     | Jeremy Powers   |
| 17/10/2009 | Toronto International Cyclo-Cross 1, Toronto                 | Canada     | C1     | Timothy Johnson |
| 18/10/2009 | Toronto International Cyclo-Cross 2, Toronto                 | Canada     | C2     | Jeremy Powers   |
| 25/10/2009 | USGP of Cyclocross - Derby City Cup 2, Kentucky              | États-Unis | C2     | Timothy Johnson |
| 31/10/2009 | Blue Sky Velo Cup, Longmont                                  | États-Unis | C2     | Timothy Johnson |
| 01/11/2009 | Boulder Cup, Boulder                                         | États-Unis | C1     | Timothy Johnson |
| 07/11/2009 | The Cycle-Smart International 1, Northampton                 | États-Unis | C2     | Jeremy Powers   |
| 08/11/2009 | The Cycle-Smart International 2, Northampton                 | États-Unis | C2     | Jamey Driscoll  |
| 15/11/2009 | USGP of Cyclocross - Mercer Cup 2, West Windsor              | États-Unis | C1     | Timothy Johnson |
| 21/11/2009 | Super Cross Cup 1, Southampton                               | États-Unis | C2     | Timothy Johnson |
| 22/11/2009 | Super Cross Cup 2, Southampton                               | États-Unis | C1     | Timothy Johnson |
| 28/11/2009 | Baystate Cyclocross 1, Sterling                              | États-Unis | C2     | Jeremy Powers   |
| 29/11/2009 | Baystate Cyclocross 2, Sterling                              | États-Unis | C2     | Jeremy Powers   |
| 06/12/2009 | USGP of Cyclocross - Portland Cup 2, Portland                | États-Unis | C2     | Jeremy Powers   |

### Saison 2010-2011
| Date       | Course                                                                      | Pays       | Classe | Vainqueur       |
| ---------- | --------------------------------------------------------------------------- | ---------- | ------ | --------------- |
| 18/09/2010 | New England Championship Series #1 - Schoolhouse Cyclo-cross, Williston     | États-Unis | C2     | Timothy Johnson |
| 19/09/2010 | New England Championship Series #2 - Catamount Grand Prix, Williston        | États-Unis | C2     | Timothy Johnson |
| 25/09/2010 | USGP of Cyclocross #1 - Planet Bike Cup 1, Sun Prairie                      | États-Unis | C1     | Jeremy Powers   |
| 26/09/2010 | USGP of Cyclocross #2 - Planet Bike Cup 2, Sun Prairie                      | États-Unis | C2     | Timothy Johnson |
| 02/10/2010 | North American Cyclocross Trophy #3 - Gran Prix of Gloucester 1, Gloucester | États-Unis | C2     | Jeremy Powers   |
| 03/10/2010 | North American Cyclocross Trophy #4 - Gran Prix of Gloucester 2, Gloucester | États-Unis | C2     | Timothy Johnson |
| 09/10/2010 | Java Johnny's - Lionhearts International Cyclo-cross, Middletown            | États-Unis | C2     | Jeremy Powers   |
| 09/10/2010 | Providence Cyclo-cross 1, Providence                                        | États-Unis | C2     | Timothy Johnson |
| 10/10/2010 | Bio Wheels / United Dairy Farmers Harbin Park International, Cincinnati     | États-Unis | C1     | Jeremy Powers   |
| 10/10/2010 | Providence Cyclo-cross 2, Providence                                        | États-Unis | C2     | Timothy Johnson |
| 23/10/2010 | USGP of Cyclocross #3 - Derby City Cup 1, Kentucky                          | États-Unis | C1     | Timothy Johnson |
| 24/10/2010 | USGP of Cyclocross #4 - Derby City Cup 2, Kentucky                          | États-Unis | C2     | Jeremy Powers   |
| 30/10/2010 | North American Cyclocross Trophy #5 - Boulder Cup C2 Cyclo-cross, Boulder   | États-Unis | C2     | Jeremy Powers   |
| 31/10/2010 | North American Cyclocross Trophy #6 - Boulder Cup C1 Cyclo-cross, Boulder   | États-Unis | C1     | Timothy Johnson |
| 14/11/2010 | USGP of Cyclocross #6 - Mercer Cup 2, Fort Collins                          | États-Unis | C2     | Timothy Johnson |
| 26/11/2010 | Carousel Volkswagen Jingle Cross Rock presented by Scheels 1, Iowa City     | États-Unis | C2     | Jamey Driscoll  |
| 27/11/2010 | New England Championship Series #7 - Baystate Cyclo-cross 1, Sterling       | États-Unis | C2     | Jeremy Powers   |
| 28/11/2010 | Carousel Volkswagen Jingle Cross Rock presented by Scheels 3, Iowa City     | États-Unis | C1     | Jamey Driscoll  |
| 28/11/2010 | New England Championship Series #8 - Baystate Cyclo-cross 2, Sterling       | États-Unis | C2     | Jeremy Powers   |
| 04/12/2010 | USGP of Cyclocross #7 - Portland Cup 1, Portland                            | États-Unis | C1     | Jeremy Powers   |
| 05/12/2010 | USGP of Cyclocross #8 - Portland Cup 2, Portland                            | États-Unis | C2     | Jeremy Powers   |

### Saison 2011-2012
| Date       | Course                                                                     | Pays       | Classe | Vainqueur       |
| ---------- | -------------------------------------------------------------------------- | ---------- | ------ | --------------- |
| 01/10/2011 | New England Championship Series #3 - Gran Prix of Gloucester 1, Gloucester | États-Unis | C1     | Christian Heule |
| 25/11/2011 | Jingle Cross Rock 1, Iowa City                                             | États-Unis | C2     | Jamey Driscoll  |
| 27/11/2011 | Jingle Cross Rock 3, Iowa City                                             | États-Unis | C1     | Timothy Johnson |
| 03/12/2011 | Cyclocross LA 1, Los Angeles                                               | États-Unis | C2     | Timothy Johnson |
| 04/12/2011 | New England Championship Series #12 - NBX GP 2, Warwick                    | États-Unis | C2     | Christian Heule |
| 02/01/2012 | Cyclo Cross Bussnang, Bussnang                                             | Suisse     | C2     | Christian Heule |

### Saison 2012-2013
| Date       | Course                                                                      | Pays       | Classe | Vainqueur       |
| ---------- | --------------------------------------------------------------------------- | ---------- | ------ | --------------- |
| 16/09/2012 | New England Cyclo-Cross Series #2 - Catamount Grand Prix 2, Williston       | États-Unis | C2     | Jamey Driscoll  |
| 30/09/2012 | NEPCX #2 - Gran Prix of Gloucester 2, Gloucester                            | États-Unis | C2     | Ryan Trebon     |
| 02/11/2012 | Cincy3 Darkhorse Cyclo-Stampede, Covington                                  | États-Unis | C2     | Ryan Trebon     |
| 03/11/2012 | Cross After Dark Series #3 - Cincy 3 - Lionhearts International, Middletown | États-Unis | C2     | Ryan Trebon     |
| 04/11/2012 | Harbin Park International, Cincinnati                                       | États-Unis | C1     | Jamey Driscoll  |
| 16/11/2012 | Jingle Cross Rock 1, Iowa City                                              | États-Unis | C2     | Jamey Driscoll  |
| 17/11/2012 | Jingle Cross Rock 2, Iowa City                                              | États-Unis | C2     | Timothy Johnson |
| 18/11/2012 | Jingle Cross Rock 3, Iowa City                                              | États-Unis | C1     | Timothy Johnson |
| 01/12/2012 | Cross After Dark Series #4 - CXLA Weekend 1, Los Angeles                    | États-Unis | C2     | Jamey Driscoll  |
| 02/12/2012 | CXLA Weekend 2, Los Angeles                                                 | États-Unis | C2     | Timothy Johnson |
| 08/12/2012 | USGP of Cyclocross #7 - Deschutes Cup 1, Bend                               | États-Unis | C1     | Ryan Trebon     |
| 09/12/2012 | USGP of Cyclocross #8 - Deschutes Cup 2, Bend                               | États-Unis | C2     | Timothy Johnson |
| 06/01/2013 | Chicago Cyclocross Cup New Year's Resolution 2, Bloomingdale                | États-Unis | C2     | Jamey Driscoll  |

### Saison 2013-2014
| Date       | Course                                                  | Pays       | Classe | Vainqueur       |
| ---------- | ------------------------------------------------------- | ---------- | ------ | --------------- |
| 14/09/2013 | Catamount Grand Prix 1, Williston                       | États-Unis | C2     | Timothy Johnson |
| 12/10/2013 | Colorado Cross Classic, Boulder                         | États-Unis | C2     | Ryan Trebon     |
| 01/11/2013 | Cincy3 Darkhorse Cyclo-Stampede, Covington              | États-Unis | C2     | Ryan Trebon     |
| 02/11/2013 | Cincy3 Lionhearts International-Cross After Dark, Mason | États-Unis | C1     | Timothy Johnson |
| 03/11/2013 | Cincy3 Harbin Park, Cincinnati                          | États-Unis | C2     | Timothy Johnson |
| 09/11/2013 | MudFund Derby City Cup 1, Louisville                    | États-Unis | C1     | Ryan Trebon     |
| 17/11/2013 | The Jingle Cross Rock - Rock 3, Iowa                    | États-Unis | C2     | Timothy Johnson |
| 23/11/2013 | Super Cross Cup 1, Stony Point, New York                | États-Unis | C2     | Timothy Johnson |
| 24/11/2013 | Super Cross Cup 2, Stony Point, New York                | États-Unis | C2     | Timothy Johnson |
| 30/11/2013 | CXLA Weekend: Day 1 - Cross After Dark, Los Angeles     | États-Unis | C1     | Ryan Trebon     |
| 07/09/2013 | Deschutes Brewery Cup, Bend                             | États-Unis | C1     | Timothy Johnson |

### Saison 2014-2015
| Date       | Course                                                | Pays       | Classe | Vainqueur      |
| ---------- | ----------------------------------------------------- | ---------- | ------ | -------------- |
| 25/10/2014 | Gateway Cross Cup (1), Saint-Louis                    | États-Unis | C2     | Jamey Driscoll |
| 02/11/2014 | Cincy3 Darkhorse, Covington                           | États-Unis | C2     | Jamey Driscoll |
| 16/11/2014 | Jingle Cross (3), Iowa City                           | États-Unis | C2     | Jamey Driscoll |
| 22/11/2014 | CXLA Weekend (1), Los Angeles                         | États-Unis | C2     | Jamey Driscoll |
| 23/11/2014 | CXLA Weekend (2), Los Angeles                         | États-Unis | C2     | Jamey Driscoll |
| 29/11/2014 | Verge NECXS #5, Sterling                              | États-Unis | C2     | Curtis White   |
| 06/12/2014 | Waves for Water Cyclo-cross Collaboration (1), Tacoma | États-Unis | C1     | Jamey Driscoll |
| 06/12/2014 | Verge NECXS #7, Warwick                               | États-Unis | C2     | Curtis White   |
| 07/12/2014 | Verge NECXS #8, Warwick                               | États-Unis | C2     | Curtis White   |